# Feraligatr
Feraligatr (japanski: オーダイル Ōdairu) jedan je od 1025 fiktivnih vrsta Pokémona iz medijske franšize Pokémon, skupa Pokémon videoigara, animiranih serija, manga stripova, knjiga, igraćih karata i drugih medija kojima je tvorac Satoshi Tajiri. Svrha je Feraligatra u videoigrama, animiranoj seriji i manga stripovima, kao i svrha ostalih Pokémona, borba s divljim Pokémonima – neukroćenim stvorenjima koje igrači i likovi pronalaze dok kreću na razne avanture – i pripitomljenim Pokémonima drugih Pokémon trenera.

## Etimologijaimena
Ime Feraligatr kombinacija je engleskih riječi "ferocity" = bijes, i "alligator" = aligator. Pretpostavlja se da se Feraligatr u početku trebao zvati Feralligator, ali kodovi u Pokémon videoigrama diktiraju duljinu Pokémonova imena, od najviše 10 znakova, pa je iz tog razloga drugo "l" i "o" izbačeno iz imena. 
Njegovo je japansko ime kombinacija japanskih riječi "ō" = velik, i "kurokodairu" = krokodil.

## Pokédex podaci
- Pokémon Gold: Kada zagrize svojim velikim i moćnim čeljustima, protrest će žrtvu i rastrgati je na komade.
- Pokémon Silver: Teško mu je poduprijeti vlastitu težinu kad aje izvan vode, pa se spušta na sve četiri. Unatoč tome, kreće se prilično hitro.
- Pokémon Crystal: Unatoč masivnom tijelu, njegove snažne stražnje noge omogućuju mu brze kretnje, čak i na kopnu.
- Pokémon Ruby/Sapphire: Feraligatr zastrašuje protivnike otvarajući svoju veliku čeljust. Tijekom borbe, udarit će svojim čvrstim i snažnim stražnjim nogama i nasrnuti na protivnika nevjerojatnom brzinom.
- Pokémon Emerald: Feraligatr zastrašuje protivnike otvarajući svoju veliku čeljust. Tijekom borbe, udarit će svojim čvrstim i snažnim stražnjim nogama i nasrnuti na protivnika nevjerojatnom brzinom.
- Pokémon FireRed: Teško mu je poduprijeti vlastitu težinu kad aje izvan vode, pa se spušta na sve četiri. Unatoč tome, kreće se prilično hitro.
- Pokémon LeafGreen: Kada zagrize svojim velikim i moćnim čeljustima, protrest će žrtvu i rastrgati je na komade.
- Pokémon Diamond/Pearl: U normalnim se okolnostima kreće sporo, no nasrće neviđenom brzinom kada napada plijen.

## U videoigrama
Feraligatr je neprisutan u divljini unutar svih Pokémon videoigara. Jedini način dobivanja Feraligatra jest razvijanje Croconawa nakon dostizanja 30. razine. Croconaw se zauzvrat razvija iz Totodilea, jednog od ponuđenih početnih Pokémona unutar igara Pokémon Gold i Silver te njihovih preinaka, Pokémon HeartGold i SoulSilver.

## Tehnike
| Prirodne tehnike           | Prirodne tehnike | Prirodne tehnike |
| -------------------------- | ---------------- | ---------------- |
| Tehnika                    | Vrsta tehnike    | Razina           |
| Grebanje (Scratch)         | Normalni         |                  |
| Opaki pogled (Leer)        | Normalni         |                  |
| Vodeni pištolj (Water Gun) | Vodeni           |                  |
| Bjesnilo (Rage)            | Normalni         |                  |
| Ugriz (Bite)               | Mračni           |                  |
| Strašno lice (Scary Face)  | Normalni         |                  |
| Ledeni očnjak (Ice Fang)   | Ledeni           |                  |
| Mlatilo (Flail)            | Normalni         |                  |
| Okretnost (Agility)        | Psihički         | 30               |
| Drobljenje (Crunch)        | Mračni           | 32               |
| Razrezivanje (Slash)       | Normalni         | 37               |
| Vrištanje (Screech)        | Normalni         | 45               |
| Mlaćenje (Thrash)          | Normalni         | 50               |
| Vodeni rep (Aqua Tail)     | Vodeni           | 58               |
| Super moć (Superpower)     | Borbeni          | 63               |
| Vodena crpka (Hydro Pump)  | Vodeni           | 71               |

## Statistike
| HP:      | 85  |  |
| Attack:  | 105 |  |
| Defense: | 100 |  |
| SpAtk:   | 79  |  |
| SpDef:   | 83  |  |
| Speed:   | 78  |  |

Statistika Special korištena je samo tijekom prve generacije; kasnije je podijeljenja na Special Attack i Special Defense statistike.

## U animiranoj seriji
Ashov se Snorlax borio protiv Feraligatra koji je pripadao treneru Raidenu u Pokémon-sumo natjecanju tijekom epizode The Ring Masters.
Trinity, trenerica Vodenih Pokémona, borila se protiv Feraligatra tijekom Whirl Cup turnira u epizodi The Perfect Match.
Kinso, obrtnik koji se bavi pravljenjem bedževa, posjeduje Feraligatra koji je viđen u epizodi The Blue Badge of Courage.
Feraligatr je korišten od strane jednog od učenika Škole Pokémon trenera u epizodi Gonna Rule The School!.
Wani-Wani, Feraligatr koji pripada Marini, liku Pokémon manga stripova i animirane serije, imao je manje pojavljivanje u epizodi A Stand-Up Sit-Down.
Brock je koristio Feraligatra tijekom Pokémon triatlona u epizodi One Team, Two Team, Red Team, Blue Team.